# Eriopyga alana
Eriopyga alana är en fjärilsart som beskrevs av Druce 1890. Eriopyga alana ingår i släktet Eriopyga och familjen nattflyn. Inga underarter finns listade i Catalogue of Life.